# Tres Bocas 1ra. Sección
Tres Bocas 1ra. Sección är en ort i Mexiko.   Den ligger i kommunen Huimanguillo och delstaten Tabasco, i den sydöstra delen av landet, 600 km öster om huvudstaden Mexico City. Tres Bocas 1ra. Sección ligger 10 meter över havet och antalet invånare är 1 086.
Terrängen runt Tres Bocas 1ra. Sección är mycket platt. Runt Tres Bocas 1ra. Sección är det ganska glesbefolkat, med 45 invånare per kvadratkilometer. Närmaste större samhälle är Blasillo 1ra. Sección, 16,9 km norr om Tres Bocas 1ra. Sección. Trakten runt Tres Bocas 1ra. Sección består till största delen av jordbruksmark.